# Evin
Evin ist ein altnordischer männlicher und kurdischer sowie türkischer weiblicher Vorname.
Der Name „Evin“ setzt sich aus den beiden altnordischen Wörtern auja = das Glück (altnordisch) und windur = der Gewinner zusammen. Die Bedeutung des Namens ist somit „Der glückliche Gewinner“. Die schottischen und irischen Ausprägungen des Namens sind „Iven“ und „Evan“. Eine nordische weibliche Variante existiert als Eivor.
Evîn als weibliche Variante entstammt der kurdischen Sprache und bedeutet „Liebe“. Im Südtürkischen wird der Name als „Ewin“ ausgesprochen.

## Namensträgerinnen
- Evin Ahmad (* 1990), schwedische Schauspielerin und Schriftstellerin
- Evin Çiçek (* 1961), kurdisch-alevitische Schriftstellerin und Journalistin

## Namensträger
- Evin Aghassi (1945–2024), assyrischer Sänger